# Jacob Breuer

Breuer befragt den Zeugen Mordechai Eliezer Greenspan bzw. Grynszpan, Bruder von Herschel Grynszpan (1961)

Jacob Breuer (Yaakov Baror, hebräisch יעקב בר-אור, geboren 4. Dezember 1915 oder 4. Dezember 1916 in Frankfurt am Main; gestorben 2008 in Jerusalem) war ein deutsch-israelischer Jurist.

## Leben
Jacob Breuer war der älteste Sohn des Rechtsanwalts und Philosophen Isaac Breuer und der Jenny Eise[n]mann, der Historiker Mordechai Breuer war ein Bruder, Ursula Merkin eine seiner Schwestern. Nach der Machtübergabe an die Nationalsozialisten musste die Familie Breuer Deutschland verlassen und emigrierte 1936 nach Palästina. Yaakov Baror wurde dort Jurist und nach der Gründung des Staates Israel in den Justizdienst aufgenommen. Er wurde Bezirksstaatsanwalt im Gerichtsbezirk Tel Aviv. 1961 wurde er neben Gabriel Bach zum Assistenten des Generalstaatsanwalts Gideon Hausner bestellt, der im Eichmann-Prozess die Anklage vertrat. Breuer musste, wie er später in einem Interview schilderte, sich in der Prozessvorbereitung, wie auch die anderen Staatsanwälte, erstmals mit dem tatsächlichen Geschehen im Holocaust auseinandersetzen.
Baror arbeitete später als Rechtsberater bei der Israelischen Maritim Bank und in der Vertretung Israels bei der Generalversammlung der Vereinten Nationen.
Jacob Baror und Mordechai Breuer gaben 1988 nach vierzig Jahren aus dem Nachlass ihres Vaters dessen Autobiografie unter dem Titel Mein Weg in Jerusalem und Zürich heraus.